# Enrico Garozzo
Enrico Garozzo (* 21. Juni 1989 in Acireale) ist ein italienischer Degenfechter.

## Erfolge
Enrico Garozzo erzielte seinen ersten internationalen Erfolg mit dem Gewinn der Bronzemedaille im Einzelwettbewerb der Weltmeisterschaft 2014 in Kasan. Bei Europameisterschaften gewann er mit der Mannschaft 2016 in Toruń Silber sowie 2018 in Novi Sad Bronze. 2019 folgte in Düsseldorf Bronze im Einzel. Garozzo nahm an den Olympischen Spielen 2016 in Rio de Janeiro teil, bei denen er den neunten Platz der Einzelkonkurrenz belegte. Mit der italienischen Equipe zog er ins Finale gegen Frankreich ein, das die Franzosen mit 45:31 gewannen. Gemeinsam mit Marco Fichera, Paolo Pizzo und Andrea Santarelli erhielt er die Silbermedaille.
Sein Bruder Daniele Garozzo ist ebenfalls Fechter.